# Јужна Норвешка
Јужна Норвешка (норв. Sørlandet) географски је регион уз обалу Скагерака на југу Норвешке. Неформално је описан пошто нема функцију у власти.
Отприлике одговара старом ситном краљевству Агдер као и данашњим окгрузима Западни Агдер и Источни Агдер. Укупна комбинована површина ових округа је 16.493 km2 (6.368 sq mi).
Регион обухвата обална подручја у Скагерак и протеже се копном до планина Сетесдалшејене. Постоји много долина у ланцу јужно и источно од мора. Највиша тачка региона је Себигјенутен, са 1.507 m (4.944 ft).
На норвешком, регион се зове Серланд (Sørlandet), што значи „Јужна земља”; за разлику од Норд-Норгеа односно „Северне Норвешке”. Име је релативно ново, први пут коришћено у Норвешкој око 1900.
БДП по глави становника износи 24.000 евра (2001).